# Альфа-бунгаротоксин
Альфа-бунгаротоксин — белковый нейротоксин, который вырабатывается в ядовитых железах змеи Bungarus multicinctus. α-Бунгаротоксин специфически связывается с никотиновыми ацетилхолиновыми рецепторами (nAchR) на постсинаптических мембранах скелетных мышц, тем самым блокируя нейро-мышечную передачу. При более высокой дозе (4.2 µM) блокирует внеклеточное увеличение дофамина, вызванное действием никотина.
α-Бунгаротоксин относится к группе длинных токсинов большого семейства трёх-петлевых (трех-пальцевых) токсинов (ТПТ, 3FT, TFT). ТПТ являются основными полипептидными компонентами ядов змей из семейства Elapidae. Первый ТПТ, α-бунгаротоксин, был выделен почти полвека назад, и до сих пор он остается ценным инструментом в изучении никотиновых ацетилхолиновых рецепторов.

## Открытие
Первыми выделили и очистили α-бунгаротоксин Чан Ц. (Chang C.C.) и Ли Ц. (Lee C.Y.) в 1963 году. Для того, чтобы очистить яд, Чан и Ли использовали электрофорез в крахмальном геле. Были получены белковые фракции. На основе скорости их движения в крахмальном геле в дальнейшем они были названы α-, β- и κ-бунгаротоксины.

## Структура
Длина полипептидной цепи α-бунгаротоксина составляет 74 аминокислотных остатка, причем известны две изоформы, различающиеся остатком в 31 положении последовательности (аланин или валин). Пространственная структура α-бунгаротоксина стабилизирована пятью дисульфидными мостиками, характеризуется наличием трех β-структурированных петель и напоминает ладонь с тремя пальцами.
Две β-шпильки формируют I и II пальцы токсина. Антипараллельная β-нить в пальце I состоит из остатков 2-5 и 12-16, которые, в свою очередь, не наблюдаются у других членов семейства, за исключением нейротоксина.
Две цепи соединены с помощью β-остатков петли (остатки 6-11). Антипараллельный β-стренд второй β-шпильки состоит из остатков 22-27 и 40-45. Вторая β-шпилька содержит остатки 29-38 и образует два β-изгиба (остатки 30-33 и 33-37). Этот цикл стабилизирует пятый дисульфидный мостик (остатки 29-33).
Третья цепь содержит остатки 57-60 пальца III. Два антипараллельных β-стренда пальца II образуют трех-слойный антипараллельный β-лист, который содержится во всех нейротоксинах семейства и составляет ядро молекулы.
На кончике пальца III и на С-конце находятся два β-изгиба.